# 松岡洋子 (テレビキャスター)
松岡 洋子（まつおか ようこ、1979年5月31日 - ）は、東京都出身の元テレビキャスター。血液型はA型。元セント・フォース所属。

## 来歴・人物
小学生時に兵庫県相生市へ転居し、中学3年生の12月まで同所に住んでいた。
1998年、実践女子短期大学英文学科入学。在学中1999年「ミス実践女子大学」に選ばれ、『ミスオールキャンパス '99』に出場。2000年3月に卒業後、トヨタ自動車に入社。トヨタ小野グループ、青森トヨタ自動車、ネッツトヨタ青森、トヨタL&F青森社長の小野大介と横尾貴己は同期入社。入社後は米州営業部企画室勤務に配属され3年間OL生活を送った。
2003年、トヨタ自動車を退社。お天気キャスターとしての修行のためウェザーマップに入社。同年3月、朝の情報番組『ウォッチ!』（TBS系）のお天気キャスターに抜擢され、1年間務めた。なお、現在に至るまで気象予報士の資格は持っていない。
2004年、セント・フォースに移籍。『Oha!4 NEWS LIVE』（日本テレビ系）でお天気キャスターを務めた。
2008年3月28日、自身のブログで結婚していたこと、および4月から夫の転勤地ベルギーへ生活拠点を移すことを発表。これによりキャスター業の活動を停止する。2009年4月、第1子となる女児を出産。2010年1月からイギリス・ロンドンに在住。
2011年11月、セント・フォースとの契約を解消。
2013年1月帰国。同年3月20日付のブログにおいて、第2子の妊娠とブログ（Yoko's Note）の閉鎖を発表。キャスター業の早期再開を事実上断念した。

## エピソード
- 在学していたのは短大の方であったが「ミス実践女子大学（99年）」に選ばれて、『ミスオールキャンパス '99』（1999年12月12日）に出場した。この時の出場者にのちにフジテレビアナウンサーとなる中野美奈子（ミス慶應）、戸部洋子（ミス立教）、コンテスト出場者ではないがアシスタント司会者として参加していた一人にのちにテレビ東京アナウンサーとなる大橋未歩がいた。『ミスオールキャンパス』には西村美保（ミス神戸女学院）が、戸部洋子が準ミス、松岡はミスフォトジェニックの結果であった。このコンテストで現在の事務所関係者に声をかけられたのがキャスターデビューのきっかけであった。
- 2003年9月19日、神奈川県警察の秋の全国交通安全運動キャンペーンで、神奈川県麻生警察署の一日署長を務め、川崎市麻生区で行われた交通安全パレードに参加した。県警音楽隊、カラーガード隊に続き、一日署長の松岡はオープンカーで登場しパレードした。
- 『オールスター感謝祭'03秋超豪華！クイズ決定版』（2003年9月27日、TBS系）に山田玲奈・真壁京子・森田正光とともにお天気チームとして出演した。松岡の個人総合成績は200人中32位であった。
- かつて所属していたセント・フォースの同僚キャスターと番組を共演する機会が多かった。『ウェークアップ!ぷらす』（よみうりテレビ/日本テレビ系）では用稲千春と、『NEWS GyaO』（GyaO）では中井亜希・柳沼淳子と、『Oha!4 NEWS LIVE』（日本テレビ系）では中田有紀と一緒である。また、OCN無料動画番組『Talking Japan』で松岡不在時の代役アシスタントを務めた鬼頭あゆみ、『ウォッチ!』（TBS系）でリポーターだった米田やすみもセント・フォース所属である。
- 「ド近眼」（本人による表現）で外出中や仕事中はコンタクトレンズを使用している。家に帰ると眼鏡を使用する「メガネっ子」であると自らのブログで公表した。
- 特技は書道。
- 趣味はパン作り。ABCクッキングスタジオが発行しているブレッドライセンスを取得している。他に映画・音楽鑑賞、フルート、スノーボードなど。
- ケツメイシの大ファンでライブ等には極力出かける。またB'zのファンでもあり、ブログによるとB'zは彼女にとっての青春であったという。
- 大の猫好きで、野良猫にちょっかい出すのを趣味の一つに上げている[5]。
- あだ名をつけるのが趣味の中田有紀が「よよたん」と命名し、その後本人公認になった。松岡はブログ上では中田有紀を「有紀姉さん」と表現することがある。
- 2005年7月よりOCNのBlogzinブログ人サービスのタイアップで松岡洋子オフィシャルブログを開設した。2007年より当時の所属事務所のセント・フォースがキャスターブログのアメブロでもはじめたため、オフィシャルブログが二つ存在していた。頻繁に更新されていたのはアメブロの方の「松岡洋子のオフィシャルブログ『Yoko’s Note』」（現在は閉鎖）であるが、OCNの方の「YOKO MATSUOKA OFFICIAL BLOG 洋子のささやき」もオフィシャルブログとして存続している（ただし更新休止中）。

## 過去の出演番組
- ウォッチ! （2003年3月 - 2004年3月、TBS系） お天気コーナー担当
- for football （2004年2月 - 2004年5月、スカイパーフェクTV!・パーフェクトチョイス）
- 週刊経済羅針盤 （2004年4月 - 2005年3月、NHK総合）
- RYU'S RAINFOREST （2004年10月 - 11月、TOKYO FM）
- 日曜スタジオパーク （2005年4月 - 2006年3月、NHK総合） 司会
- ウェークアップ!ぷらす （2005年4月 - 2006年7月、よみうりテレビ/日本テレビ系） お天気コーナー担当
- サッカープレミアム （2005年8月 - 2006年9月、GyaO）
- GoodSound!!Cafe （2005年10月 - 2007年9月、BSジャパン） アシスタント
- NEWS GyaO （2006年4月 - 2006年9月、GyaO） スポーツコーナー担当
- ワールドカップ デイリーニュース （2006年6月 - 7月、スカイパーフェクTV!）
- Oha!4 NEWS LIVE （2006年10月 - 2008年3月、日本テレビ系） 気象キャスター（月曜 - 金曜）
- 音楽戦士 MUSIC FIGHTER （日本テレビ系） インタビュアー
- OCN無料動画番組「Talking Japan」 アシスタント

## 雑誌・出版物
- セント・フォース「人気女子アナ公式ファイル」（2006年9月、学習研究社） ISBN 4054031250
- KING 2006年11月号（講談社）
- 週刊プレイボーイ（集英社）
  - 2006年11月27日号
  - 2007年3月26日号「美しいキャスターの国ニッポン!」
- ビッグコミックスピリッツ 2007年2月12日号別冊「女子アナ七福美神写真集」（小学館）
- 松岡洋子の京散歩（根本好伸撮影、2007年2月27日、ワニブックス）DVDブック ISBN 978-4847029905